# Turizam u Austriji
Turizam je važan dio austrijskog gospodarstva, njegov udio je 9% u bruto domaćem proizvodu. Godine 2007., ukupan broj turističkih noćenja je otprilike ista ljeti i zimi, s vrhovima u veljači te srpanju i kolovozu.
Austrija je zauzela 9. mjesto u svijetu po turističkom prihodu, s 18,9 milijarde dolara. prema međunarodnim turističkim dolascima, Austrija je zauzela 12. mjesto s 20.08 milijuna turista.
Beč privlači najveći dio turista, i ljeti i zimi. Salzburg primi oko petine noćenja turista u odnosu na Beč, te je drugo najposjećenije odredište u ljetnim mjesecima. U zimskoj sezoni, brojna naselja u zapadnoj Austriji prestižu Salzburg po broju turističkih noćenja Sölden, Saalbach-Hinterglemm, Ischgl, Sankt Anton am Arlberg i Obertauern.
Posjeta Austriji uglavnom uključuju izlete u Beč sa svojom katedralom, ispijanje vina i romantična događanja uz valcer. Vrijedi posjetiti i Salzburg, rodno mjesto Mozarta, Innsbruck glavni grad Tirola okruženog Alpama,  Podunavlje sa svojim vinogradima, na primjer Wachau ili Dunkelsteinerwald. U zapadnom dijelu zemlje, u pokrajini Vorarlberg je Bodensko jezero a istočnom dijelu Nežidersko jezero. Tri najprometnije znamenitosti u Austriji su Schönbrunn palača s 2.590.000 posjetitelja godišnje, zoološki vrt Tiergarten Schönbrunn s 2.453.987 i bazilika Mariazell s 1.500.000 posjetitelja.
Od velike važnosti su skijanje, pješačenje i planinarenje naseljima u Alpama, obiteljska rekreacija i posjeta brojnim austrijskim jezerima. Za posjetitelje zainteresirane za medijsku umjetnost, tu je Ars Electronica Center u Linzu. 

## Vanjske poveznice
- Turistička zajednica Austrije